# Janine Micheau
Pour les articles homonymes, voir Micheau.
Janine Micheau, née le 6 janvier 1914 à Toulouse et morte le 18 octobre 1976 à Paris, est une cantatrice française, l'une des plus éminentes sopranos de sa génération, particulièrement associée au répertoire lyrique-colorature.

## Biographie
Née le 6 janvier 1914 à Toulouse, Janine Micheau étudie au conservatoire de Toulouse, puis à celui de Paris dans la classe de Marguerite Carré. Elle fait ses débuts à l'Opéra-Comique en 1933, dans le rôle de Chérubin dans Les Noces de Figaro. Elle y remporte plusieurs succès, notamment en interprétant les rôles d'Olympia dans Les Contes d'Hoffmann, de Leïla dans Les Pêcheurs de perles, le rôle-titre de Lakmé, Rosine dans Le Barbier de Séville, etc.,.
Elle rencontre Luis Mariano dans un concours de chant qu'elle recommande à ses amis parisiens. Elle-même débute à l'Opéra de Paris en 1940, en créant le rôle de Creuse dans Médée de Darius Milhaud. Elle y chante par la suite Gilda de Rigoletto, Violetta de La traviata, Ophélie de Hamlet, Juliette de Roméo et Juliette, Pamina de La Flûte enchantée, etc. Elle se distingue également dans le répertoire baroque, par exemple les œuvres de Jean-Philippe Rameau, tels Les Indes galantes et Platée, qu'elle chante également au Festival d'Aix-en-Provence. Elle paraît également à l'étranger, défendant le répertoire français, notamment au Covent Garden de Londres, La Scala de Milan, ainsi qu'à Chicago et San Francisco. Elle a souvent chanté avec Camille Maurane, au théâtre et au concert (notamment Le Rossignol de Stravinsky en 1955 et surtout Pelléas et Mélisande de Claude Debussy qui obtient le Grand Prix de l'Académie du Disque en 1954).
Elle montre de l'intérêt à la musique contemporaine, interprétant par exemple The Rake's Progress d'Igor Stravinsky dès 1953 à l'Opéra Comique. Darius Milhaud lui compose plusieurs mélodies qu'elle crée en France. Elle se montre également curieuse et désireuse de faire connaître des ouvrages oubliés du XIXe siècle et XXe siècle.
Elle enseigne au Conservatoire national supérieur de musique de Paris de 1960 à 1975, et y donne de nombreuses leçons supplémentaires gratuites aux élèves qui lui semble potentiellement intéressants,.

## Discographie sélective
- Bizet - Carmen - Suzanne Juyol, Libero de Luca, Janine Micheau, Julien Giovannetti - Chœur et orchestre de l'Opéra-Comique, Albert Wolff - (Decca, 1951)
- Massenet - Manon - Janine Micheau, Libero de Luca, Roger Bourdin, Julien Giovanetti - Chœur et orchestre de l'Opéra-Comique, Albert Wolff - (Decca, 1951)
- Thomas - Mignon - Geneviève Moizan, Janine Micheau, Libero de Luca, René Bianco - Chœur et orchestre national de Belgique, Georges Sébastian - (Decca, 1953)
- Gounod - Roméo et Juliette - Raoul Jobin, Janine Micheau, Heinz Rehfuss - Chœur et orchestre de l'Opéra de Paris, Alberto Erede - (Decca, 1953)
- Debussy – Pelléas et Mélisande – Camille Maurane, Janine Micheau, Michel Roux, Xavier Depraz, Rita Gorr – Chorale Élisabeth Brasseur, Orchestre Lamoureux, Jean Fournet – (Philips, 1953)
- Stravinsky – Le Rossignol – Janine Micheau, Lucien Lovano, Jean Giraudeau, Michel Roux, Bernard Cottret – Chœur et Orchestre de la Radiodiffusion Française, André Cluytens – (EMI, 1955)
- Gluck – Orphée et Eurydice – Nicolaï Gedda, Janine Micheau, Liliane Berton – Chœur et Orchestre du Conservatoire de Paris, Louis de Froment – (EMI, 1955)
- Rameau - Platée - Michel Sénéchal, Janine Micheau, Nicolaï Gedda, Jacques Jansen - Chœurs du Festival d'Aix en Provence, Orchestre de la Société des Concerts du Conservatoire, Hans Rosbaud - (EMI, 1956)
- Lalo – Le Roi d'Ys – Pierre Savignol, Rita Gorr, Janine Micheau, Henri Legay, Jean Borthayre – Chœur et Orchestre de la Radiodiffusion Française, André Cluytens – (EMI, 1957)
- Bizet - Carmen - Victoria de Los Angeles, Nicolaï Gedda, Janine Micheau, Ernest Blanc, Chœur et orchestre National de la Radiodiffusion Française, Sir Thomas Beecham - (EMI, 1959)
- Bizet - Les pêcheurs de perles - Janine Micheau, Nicolai Gedda, Ernest Blanc, Jacques Mars, Chœur et orchestre de l'Opéra-Comique, Pierre Dervaux - (EMI, 1960)